# Centro spaziale Luigi Broglio
Il centro spaziale Luigi Broglio di Malindi, in Kenya, è un importante centro spaziale italiano al di fuori del territorio nazionale. Inizialmente sotto la gestione dell'Università "La Sapienza" di Roma, è oggi una base operativa dell'Agenzia Spaziale Italiana (ASI), a cui è stata affidata con decreto nel 2004.
Il principale impiego del centro è costituito da attività di ricezione dei dati satellitari e di telemetria e tracciamento dei vettori o altri oggetti spaziali di numerosi Paesi e agenzie spaziali, come le NASA, le agenzie spaziali europea (ESA), francese (CNES), argentina (CONAE), l'Agenzia spaziale kenyana, oltre agli operatori commerciali, come SpaceX.
La sua latitudine quasi equatoriale rende questa base un ottimo sito di lancio, sebbene i lanci di satelliti dal centro siano stati solo ventitré, dal 1966 al 1988. Il centro è composto da due segmenti, ossia il segmento terrestre, rappresentato dal centro per la raccolta dei dati, ed il segmento marino, composto dalle piattaforme di lancio oceaniche.
Al centro spaziale è stato intitolato un cratere sull'asteroide 25143 Itokawa.
Il centro è sede di progetti di ricerca e di attività di formazione; tra questi la Scuola Internazionale di formazione in discipline spaziali, che mira a rendere il Centro Luigi Broglio un hub di formazione per tutta 'Africa.
Attualmente vi lavorano circa 200 persone, 192 delle quali sono kenyani. La presenza italiana è regolata da un accordo intergovernativo tra Italia e Kenya e da 5 protocolli tematici .

## Segmento terrestre

Un'antenna parabolica nel centro spaziale Luigi Broglio di Malindi (ESA)

La convenzione intergovernativa tra Italia e Kenya permette lo svolgimento di operazioni di lancio, telerilevamento e acquisizione dati da satelliti. Il centro spaziale è stato ideato e gestito dal professor Luigi Broglio ed è attivo dal 1966, quando fu inaugurato col nome di Progetto San Marco.
Luigi Broglio riuscì a realizzare questo eccezionale risultato in virtù non solo del suo indubbio valore scientifico e del suo ruolo di preside della Scuola di Ingegneria Aerospaziale dell'Università "La Sapienza" di Roma e di generale dell'Aeronautica Militare Italiana, ma anche e soprattutto grazie al riconoscimento dei suoi meriti e delle sue capacità da parte degli Stati Uniti che gli concessero la tecnologia dei vettori "Scout" per effettuare i lanci dei satelliti dal centro spaziale. Nel 2001 alla scomparsa del professor Broglio il centro assunse l'attuale denominazione.
Il segmento terrestre si estende per circa tre ettari e mezzo in territorio keniota, a circa 32 km da Malindi e la sua latitudine è 2,94 gradi sud. Oltre a edifici adibiti ad alloggi e servizi, il centro comprende un porticciolo per i collegamenti con le piattaforme e tre sistemi di antenne per il controllo in orbita e la ricezione di telemetria da satelliti e vettori. Questi si dividono in:
- Banda S, con una parabola di 10 m per i programmi dell'agenzia.
- Banda S/X/L, con una parabola di 10 m per il controllo dei lanciatori e il supporto delle prime fasi di volo.
- Banda X, con una parabola di 6 m per la ricezione dei dati di telerilevamento.[1]

Nel 2019 è stata installata una nuova parabola in banda S, con delle capacità estese anche nella banda X, del diametro di 13,6 m, per dare supporto ai nuovi lanciatori Ariane 6 e Falcon Heavy.

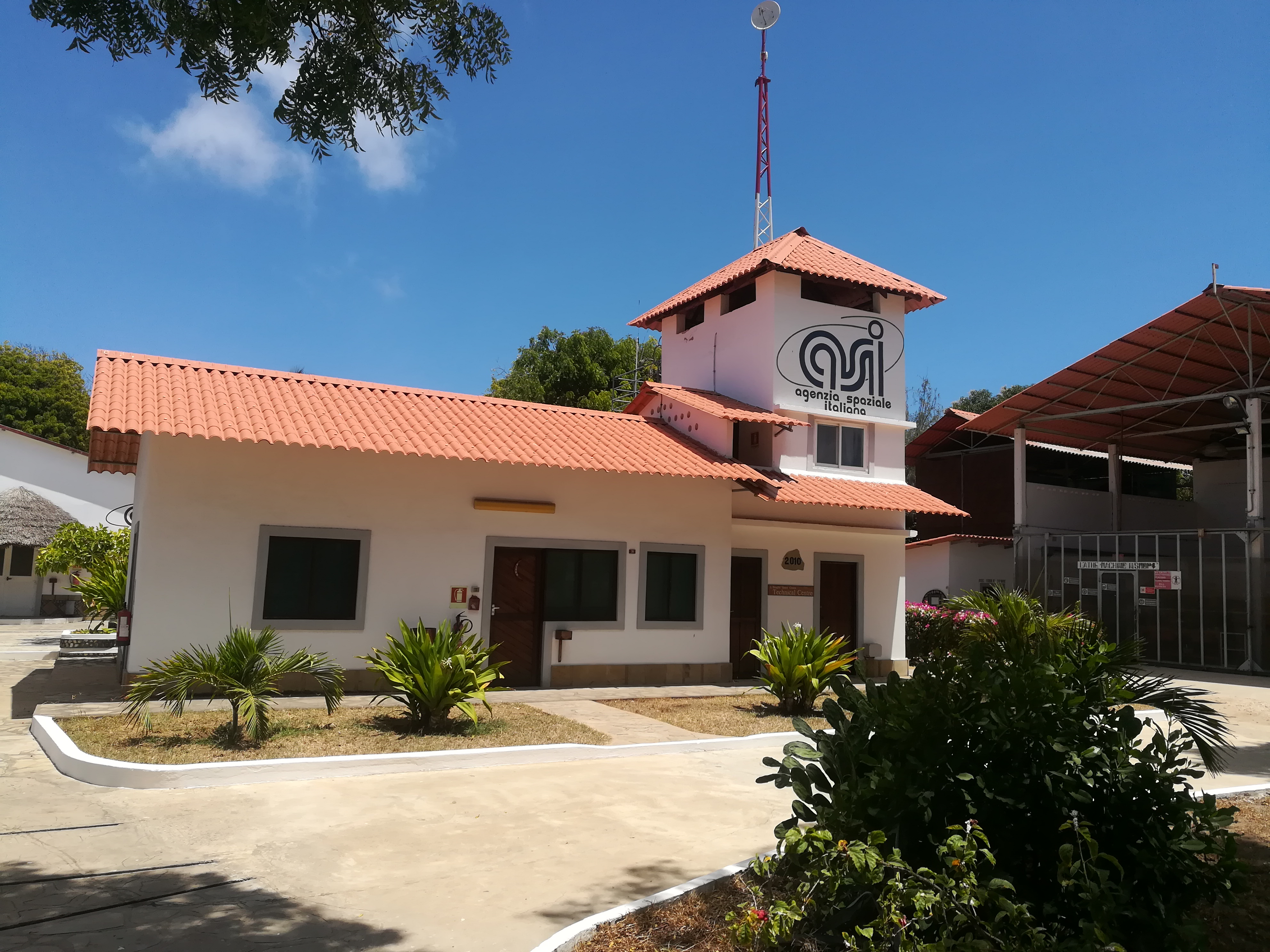
Una parte della base a terra

La presenza della base italiana in territorio keniota è stata recentemente oggetto di un accordo tra i 2 stati, definito a Trento il 24 ottobre 2016 e ratificato in Italia con la legge 149 del 25 novembre 2019 ed entrato in vigore il 16 dicembre 2020.

## Piattaforme di lancio oceaniche

La piattaforma Santa Rita nel 1970

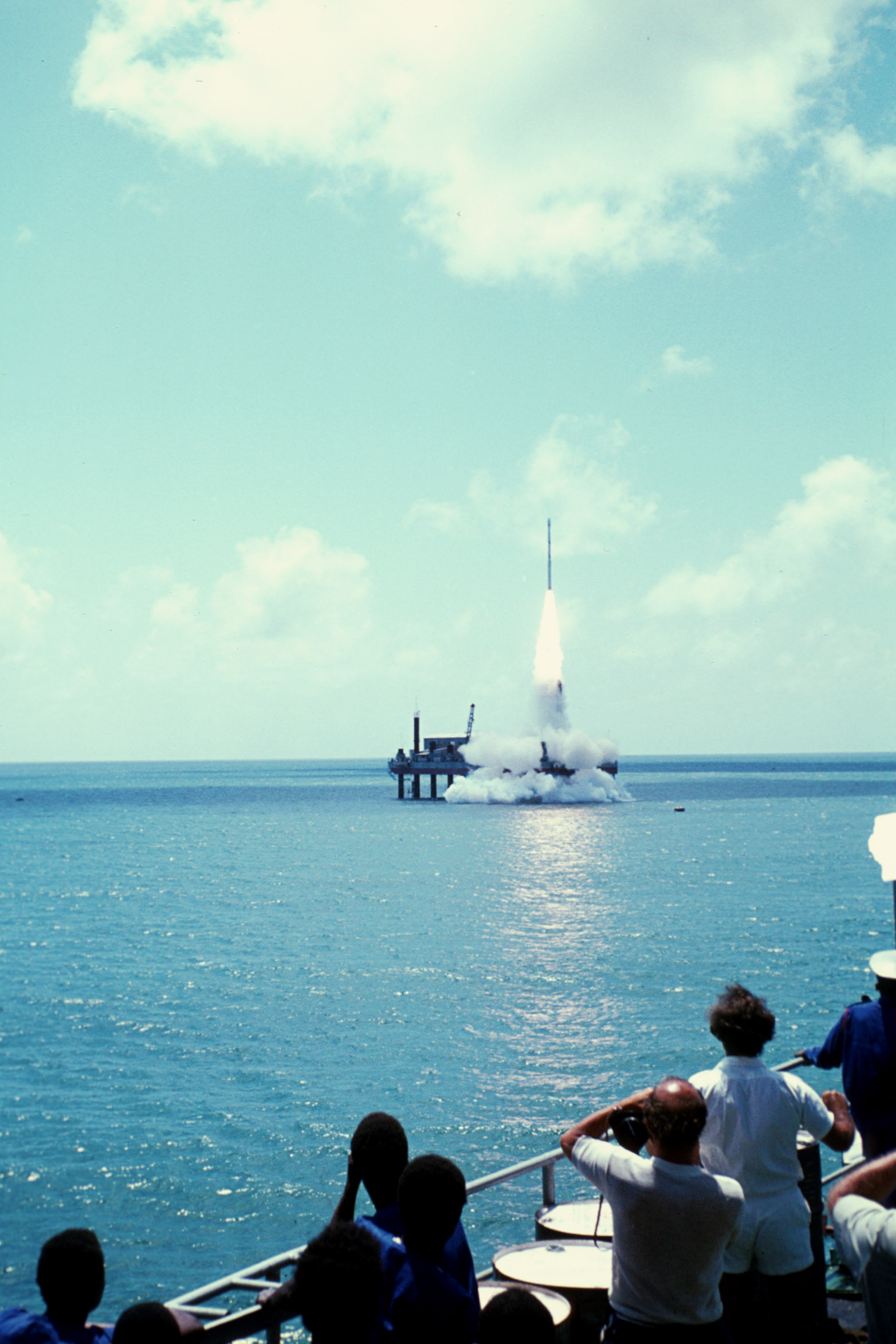
Il lancio del satellite Ariel 5 dalla piattaforma San Marco (1974).

Le piattaforme di lancio sono operative dal 1966, sebbene dal 1988 non abbiano più ospitato lanci di satelliti. I lanci venivano effettuati attraverso vettori Scout, che Broglio riuscì ad acquisire dalla NASA.

### Piattaforma San Marco
La piattaforma "San Marco" è la principale piattaforma della base nonché quella destinata ai lanci, è stata la prima piattaforma oceanica in assoluto ad aver ospitato il lancio di un satellite.
Essa era in origine una piattaforma da sbarco dell'esercito americano e fu donata all'Italia su intercessione della Nasa. La piattaforma è stata adattata alle esigenze di lancio nei cantieri navali di La Spezia e successivamente trasportata in Kenya.

### Piattaforme Santa Rita
Le due piattaforme, denominate "Santa Rita 1" e "Santa Rita 2",  distano dalla piattaforma San Marco circa un chilometro e mezzo, e sono destinate al controllo.
La piattaforma "Santa Rita 1" è stata messa a disposizione dall’allora presidente dell'Eni Enrico Mattei. La piattaforma era inizialmente la piattaforma petrolifera “Scarabeo” e successivamente adattata per le nuove esigenze, presso i cantieri navali di Taranto, trasportata per 8.000 chilometri e finalmente posizionata al largo delle coste di Malindi.

## Satelliti lanciati
I lanci effettuati ammontano a dieci Scout e tredici Nike.
| Data di Lancio | Vettore   | Satellite     | NSSDC ID                                                                              | Note |
| -------------- | --------- | ------------- | ------------------------------------------------------------------------------------- | --- |
| 26-04-1967     | Scout B   | San Marco 2   | 1967-038A                                                                             | San Marco 1 fu lanciato in precedenza dalla base americana Wallops. Questo lancio rese l'Italia il terzo paese al mondo, dopo URSS e USA, a costruire, lanciare e controllare un satellite con proprio personale da una propria base di lancio. |
| 12-12-1970     | Scout B   | Uhuru (SAS-A) | 1970-107A                                                                             | Uhuru è stato il primo satellite per studi a raggi X. |
| 24-04-1971     | Scout B   | San Marco 3   | 1971-036A                                                                             | |
| 15-11-1971     | Scout B   | S-Cubed A     | 1971-096A, su nssdc.gsfc.nasa.gov (archiviato dall'url originale il 28 ottobre 2011). | |
| 15-11-1972     | Scout D-1 | SAS-B         | 1972-091A                                                                             | |
| 18-02-1974     | Scout D-1 | San Marco 4   | 1974-009A                                                                             | |
| 15-10-1974     | Scout B-1 | Ariel 5       | 1974-077A                                                                             | Il satellite fu gestito direttamente dal centro di controllo Appleton Lab, U.K. |
| 07-05-1975     | Scout F-1 | SAS-C         | 1975-037A                                                                             | |
| 25-03-1988     | Scout G-1 | San Marco D/L | 1988-026A                                                                             | Ultimo lancio effettuato dalla base |

Nessuno dei 20 lanci effettuati dalla base San Marco è fallito.